# Adam van Koeverden
Adam Joseph van Koeverden (Toronto, 29 januari 1982) is een Canadees kajakker en politicus.

## Sportcarrière
Van Koeverden nam in 2004 deel aan de Olympische Spelen in Athene. Hij won toen de gouden medaille op de K1 500 m en de bronzen medaille op de K1 1000 m. Hij was vlagdrager namens Canada tijdens de slotceremonie.
Op de Olympische Spelen van 2008 in Peking was hij vlagdrager namens Canada tijdens de openingsceremonie. Hij won zilver op de K1 500 m en eindigde als achtste op de K1 1000 m.
Tijdens de Olympische Spelen van 2012 in Londen won hij zilver op de K1 1000 m.
Van Koeverden nam ook deel aan de Olympische Spelen van 2016 in Rio de Janeiro. Hij werd negende op de K1 1000 m.
Hij nam meerdere keren deel aan het WK kanosprint. Daarbij won hij twee gouden (K1 500 m, 2007 en K1 1000 m, 2011), drie zilveren (K1 1000 m, 2003, 2005 en 2007) en drie bronzen medailles (K1 500 m, 2005 en 2010 en K1 1000 m, 2009).
Op de Pan-Amerikaanse Spelen van 2015 in Toronto won hij de bronzen medaille op de K1 1000 m.

## Politieke carrière
Bij de Canadese Lagerhuisverkiezingen van 2019 was Van Koeverden verkiesbaar voor de Liberale Partij in het kiesdistrict Milton in het zuiden van Ontario. Hij versloeg de zittende Lisa Raitt van de Conservatieve Partij met 51,7 procent van de stemmen en verkreeg daarmee zitting in het Canadese Lagerhuis.